# Lombardo (famiglia)

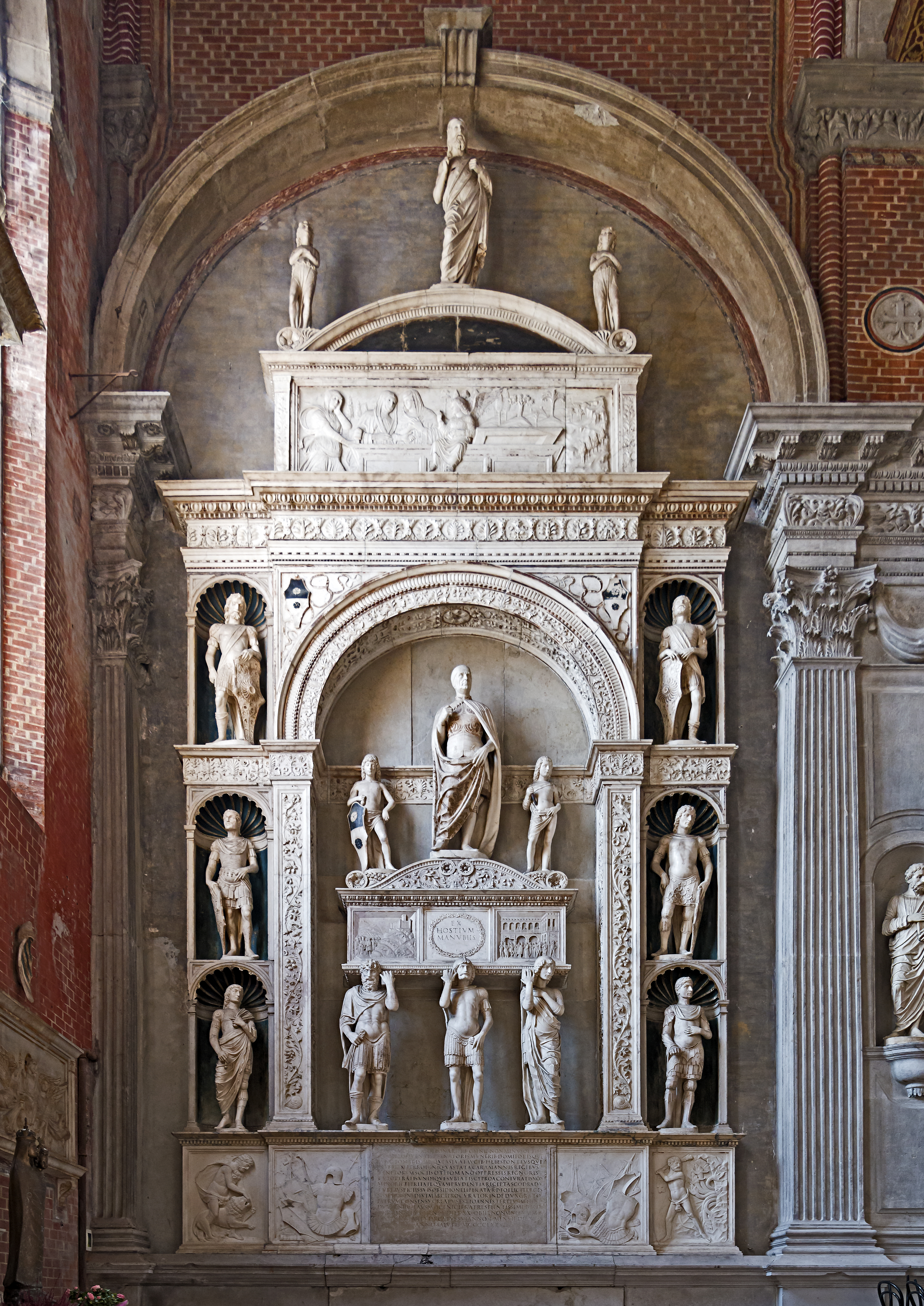
Sepolcro di Pietro Mocenigo in SS. Giovanni e Paolo a Venezia

Lombardo è il cognome di una famiglia di scultori e architetti attiva principalmente a Venezia tra il XV e il XVI secolo.

## Storia
I Lombardo erano originari di Carona sul lago di Lugano e il loro cognome originario, attribuito da alcuni storici lombardi a partire dalla fine del XIX secolo, era Solari o Solaro, mentre il cognome Lombardo sarebbe stato dato al tagliapietra Martino che emigrò da Carona, allora considerata Lombardia, a Venezia nella metà del XV secolo, attivo presso la chiesa di San Francesco di Milano e poi all'Isola Bella (Lago Maggiore). 
Risulta però più probabile che il padre fosse quel Martino di Giovanni iscritto alla mariegola della Scuola di San Cristoforo di Venezia nella prima metà del Quattrocento assieme ad altri importanti artisti.
Martino Lombardo ebbe due figli, il Moro e Pietro, (c. 1435-1515) uno dei più apprezzati scultori del suo tempo, mentre i due figli di Pietro, Antonio (morto nel 1516) e Tullio Lombardo (morto nel 1559), non incontrarono la stessa fortuna critica del padre. 

## Membri illustri
- Pietro, attivo fino alla prima metà del XVI secolo.
- Antonio, figlio di Pietro.
- Tullio Lombardo, figlio di Pietro.
- Girolamo Lombardo, scultore attivo a Loreto e fondatore della fonderia di Recanati, figlio di Antonio e nipote di Pietro,
- Sante Lombardo, scultore e architetto figlio di Tullio e nipote di Pietro.